# MTV 80s
Az MTV 80s a Paramount Global nemzetközi zenei csatornája, amely 2020. október 5-én kezdte meg sugárzását. Az MTV 80s a 80-as évekből származó zenei videókkal jelentkezik. A VH1 Classicot váltotta fel közép-európai idő szerint 05:00 órakor.

## Története

### Indulás előtt
2004. november 30-án a VH1 Classic Europe a csatorna indulása után egy 1980-as évekbeli zenei videókból álló műsort mutatott be, a "So 80s" címűt. 2005 decembere óta a VH1 Classic Europe tévécsatorna tematikus műsorokat mutatott be az 1980-as évekből származó klipekkel:
- The 80s Alternative - Alternatív videók az 1980-as évekből.
- The 80s Chilled - Laza zene a 80-as évekből.
- The 80s Danced - Tánczene az 1980-as évekből.
- The 80s Partied - Disco, funk és partyzene az 1980-as évekből.
- The 80s Popped - Popzene az 1980-as évekből.
- The 80s Rocked - Rockzene az 1980-as évekből.
- The 80s Years - Válogatás zenei videókból az 1980-as évek egy-egy évéből.

2006. szeptember 4-én a "So 80s"-t átnevezték "We Are The 80s"-re. 2007-ben a VH1 Classic Europe egy reggeli műsort kezdett sugározni 80-as évekbeli zenei videókkal - "The 80s At 8". - 08:00 és 09:00 között. 2012. július 1-jén a VH1 Classic Europe megszüntette ezeket a műsorokat. 2015 áprilisában a VH1 Classic Europe elindította a 80-as évek zenei videóiból álló maratont - "Nothing But The 80s", amely háromhetente jelent meg - hétvégenként. 2018. január 8-án egy újabb műsor jelent meg a VH1 Classic Europe - "80s Boys vs 80s Girls" címmel. 2018. június végén a VH1 Classic Europe-on megszűnt a "80s Boys vs 80s Girls", és ez év szeptemberében a "Nothing But The 80s" című műsor is megszűnt. 2020 áprilisában a VH1 Classic Europe megszüntette a "We Are The 80s" című műsort, összefüggésben azzal, hogy az MTV 80s átkerült a csatorna frekvenciájára.

## Pop Up csatorna és az indulás
2020. február 28. és március 31. között az MTV 80s egy hónapig volt látható, mint tematikus alternatíva a házigazda csatorna, az MTV Classic (Egyesült Királyság és Írország) mellett, de nem tervezték, hogy teljes műsoridőben helyettesíti. 2020. június 30-tól 2020. október 5-ig a VH1 Classic Europe éjféltől délig egy MTV 80s műsorblokkot sugárzott, utalva arra, hogy a VH1 Classic Europe megszűnik.
2020. július 6. óta az MTV 80s éjjel-nappal sugároz Új-Zélandon az MTV Classic ausztrál verziója helyett.
2020. október 5-én, közép-európai idő szerint 05:00 órakor az MTV 80s felváltotta a VH1 Classicot Európában, Latin-Amerikában és a Karib-térségben. A VH1 Classic Europe utoljára Bruce Springsteen "Born to Run" című slágerét sugározta. Az MTV 80s csatornán az első videó az "Never Let Me Down Again" volt a Depeche Mode-tól, közép-európai idő szerint 05:00-kor.

## Egyéb változatok
A Paramount Global Egyesült Királyság és Ausztrália átszervezésének részeként 2022. március 31-én reggel 6 órakor az MTV 80s (brit verzió) váltotta fel az MTV Classicot az Egyesült Királyságban. 2024. július 1. óta az MTV 80s brit adásának műsora megegyezik az MTV 80s európai adásával. A reklámmentes európai adástól eltérően az MTV 80s brit adása reklámokat tartalmaz, és éjszaka teleshoppot is sugároz.

## Formátum
Indulása óta az MTV 80s a brit Now 80s zenecsatorna formátumában sugározza műsorát. A Now 80s-tól eltérően az MTV 80s nem sugároz sem bemondásokat, sem kereskedelmi reklámokat.
Az MTV 80s ugyanazt az elavulttá vált technikát használja a műsorok sugárzásához, mint a korábbi VH1 Classic. 2025. február 4-én a csatorna 16:9 formátumra váltott, logót és arculatot váltott.

## Műsorok

### Rendszeres műsorok
- ...So 80s!
- I Want My MTV 80s![7]
- Forever 80s!

### Napi ajánlatok
- 80s Power Ballad Heaven!
- Electric 80s!
- Greatest 80s Rock: Play it Loud!
- I Want My MTV 80s!
- Pump Up The 80s Party!
- The Power of 80s Love!
- Who's That 80s Girl?
- Wild Boys Of The 80s!
- Rhythm is Gonna Get Ya! 80s Dance Party

### Top 50
- 80s Classics That Made MTV!
- 80s at the Movies!
- Best 80s Debuts!
- Boys vs Girls of the 80s!
- Feelgood 80s Anthems!
- Global No. 1s of the 80s!
- Greatest Voices of the 80s!
- Lessons in 80s Love!
- No Solo: Only 80s Groups!
- Super 80s Pops Hits!
- Unforgettable 80s Music Videos!
- Hits Of 1980!
- Hits Of 1981!
- Hits Of 1982!
- Hits Of 1983!
- Hits Of 1984!
- Hits Of 1985!
- Hits Of 1986!
- Hits Of 1987!
- Hits Of 1988!
- Hits Of 1989!
- 1980 vs. 1981!
- 1982 vs. 1986!
- 1983 vs. 1987!
- 1984 vs. 1988!
- 1985 vs. 1989!
- Biggest Euro Hits of the 80s!
- Videos That Made the Decade!
- MTV VMA's Hall Of 80s Fame!
- Rhythm Is Gonna Get Ya! 80s
- Dance Dance Dance! 50 Best Moves Of the 80s!
- Happy Hits Of the 80s!
- 80s R&B: Top Hits! 50
- The Final 80s Rockdown!
- Alternative 80s!
- Boys Boys Boys: 50 Pop Hits!

### Éves események

#### Nőnap
- Non-Stop 80s Wonder Women!
- I Want My MTV 80s Wonder Women!
- Forever 80s Girls!
- 80s Women Rock: Play it Loud!

### Európa-nap
- Biggest Euro Hits of the 80s!
- Pump Up the Euro Pop Party!

### Újév
- Happy New Year From MTV 80s!
- Pump Up The New Year Party!
- It's An 80s New Year's Party!

### Speciális
- Eddie Van Halen: A Tribute

### Korábbi műsorok
- 80s Legends!
- 80s Pop Anthems!
- Best 80s Debut Hits!
- Iconic 80s Videos That Made MTV!
- MTV 80s Top 50
- 40 MTV 80s
- MTV 80s At The Movies!
- Super 80s Pop Hits!
- MTV's Sounds Of (1980-1989)
- Non-Stop 80s Hits!
- Gold! Greatest Hits Of The 80s

## Linkek
- Screenshots of the TV channel "MTV 80s" on the frequency "MTV Classic UK" on itzaps.net
- Screenshots of the TV channel "MTV 80s" on the frequency "MTV Classic UK" on VK.com
- Screenshots of the TV channel "MTV 80s" on the frequency "VH1 Classic Europe" on itizaps.net
- Screenshots of the TV channel "MTV 80s" on the frequency "VH1 Classic Europe" on VK.com
- Screenshots of the TV channel "MTV 80s" on itzaps.net
- Screenshots of the TV channel "MTV 80s" (4:3) on VK.com